# Charles-Marie de Choiseul-Praslin
Ne doit pas être confondu avec Charles de Choiseul-Praslin (1805-1847).
Charles Marie Nicolas Antoine, comte de Choiseul-Praslin, né le 21 juin 1920 à Paris et mort pour la France le 6 mai 1945 à Saintes, est un résistant français. 

## Biographie
Il s'engage dans la France libre en juillet 1940. Affecté dans les Forces Navales Françaises Libres, il atteint le grade d'Enseigne de vaisseau. Il épouse Galliane Haudry de Soucy en 1943 à Beynac dans le Limousin. Ils auront un fils, Charles-Henri né en 1944. 
Mort pour la France à bord de la vedette MTB 239 le 6 mai 1945, il n'avait que 24 ans. 
Il sera inhumé à Saintes en Charente-Maritime.